# بومبرمان (لعبة فيديو 1983)
بومبرمان (بالإنجليزية: Bomberman)‏ (باليابانية: ボンバーマン) ، هي لعبة فيديو إلكترونية من نوع أكشن واستراتيجية ، أنتجت شركة هادسن سوفت سنة 1983م ، وتعمل على عدة أنظمة التشغيل ومنها نظام القرص فايكوم.